# Bernardo Guimarães
Bernardo Joaquim da Silva Guimarães (Ouro Preto, 15 de agosto de 1825 – Ouro Preto, 10 de março de 1884) foi um romancista e poeta brasileiro, conhecido pelo romance A Escrava Isaura, sendo o patrono da Cadeira nº 5 da Academia Brasileira de Letras.

## Biografia
Filho de João Joaquim da Silva Guimarães, também poeta, e de Constança Beatriz de Oliveira Guimarães. Casou-se com Teresa Maria Gomes de Lima Guimarães, e tiveram oito filhos: João Nabor (1868–1873), Horácio (1870–1959), Constança (1871–1888), Isabel (1873–1915), Affonso (1876–1955), também escritor, autor de Os Borrachos e Ossa Mea, sob o nome de Silva Guimarães, José (1882–1919), Bernardo (1832–1955) e Pedro (1884–1948).
Formou-se na 20ª turma da Faculdade de Direito de São Paulo, em 1851, colando grau em 15 de março de 1852, e nesta cidade tornou-se amigo dos poetas Álvares de Azevedo (1831–1852) e Aureliano Lessa (1828–1861). Os três e outros estudantes fundaram a Sociedade Epicureia.

## A poesia pré-surrealista
Na época em que participou da criação da Sociedade Epicureia, Bernardo Guimarães teria introduzido no Brasil o bestialógico (ou pantagruélico), que se tratava de poesia cujos versos não tinham nenhum sentido, embora bem metrificados. Usando do burlesco, o satírico e o nonsense, esta poesia faz de Bernardo Guimarães um precursor brasileiro do surrealismo, conforme Haroldo de Campos, embora este ainda o considere um romancista medíocre.
Já João Alphonsus, em sua obra Bernardo Guimarães, Romancista Regionalista, vê na opinião dos que declararam o poeta maior que o romancista "um critério intelectual exigente", acrescentando: "No que concerne a Minas, nenhum outro escritor de sua época foi mais admirado, lido e conhecido".  
A maior parte dessa poesia não foi publicada porque era considerada pornográfica, e se perdeu. Para alguns críticos, como o citado Haroldo de Campos, o melhor do escritor seria o bestialógico. Um exemplo dessa produção (não pornográfica) é o soneto Eu Vi dos Pólos o Gigante Alado.

## Histórico das obras
O seu livro mais conhecido é A Escrava Isaura. Foi publicado pela primeira vez em 1875, pela Garnier. Conta as agruras de uma bela escrava branca que vivia em uma fazenda na região norte do Estado do Rio de Janeiro, em Campos dos Goytacazes.
O romance foi levado à tela da Rede Globo de Televisão em 1976 e em 1977 e à da Rede Record em 2004 (Ver Escrava Isaura (1976) e A Escrava Isaura (2004), respectivamente). A versão da Globo foi exportada para cerca de 150 países. Na China, protagonizada por Lucélia Santos, a Escrava Isaura foi assistida por mais de 1 bilhão de pessoas. Uma edição do livro naquele país teve pelo menos 300 mil exemplares. O romance é considerado por alguns críticos como antiescravista. José Armelim Bernardo Guimarães (1915–2004), neto do escritor, argumenta que, se a história fosse de uma escrava negra, não chamaria a atenção dos leitores daquela época para a questão da escravidão. O livro de Bernardo Guimarães mais bem aceito pela crítica é O Seminarista, cuja primeira edição é de 1872. Permanece atual porque questiona o celibato dos padres. Conta a história de um fazendeiro de Minas Gerais que obriga o seu filho a ser padre. Eugênio, o filho, ama desde criança Margarida, filha de uma agregada da fazenda. Ele tenta abandonar o Seminário de Congonhas em Minas Gerais, mas o pai dele, o capitão Antunes, inventa que Margarida se casou. Eugênio se ordena. Mas ele se endoidece no dia em que volta a sua cidade para rezar a sua primeira missa e se depara, na igreja, com um cadáver, o da Margarida, que tinha estado muito doente.
Duas das poesias mais conhecidas são consideradas pornográficas, embora não sejam do período bestialógico. Trata-se do O Elixir do Pajé e A Origem do Mênstruo. Ambas foram publicadas clandestinamente em 1875.
Em 1852, tornou-se juiz municipal e de órfãos de Catalão (Goiás). Exerceu o cargo até 1854. Em 1858, mudou-se para o Rio de Janeiro. Em 1859, trabalhou como jornalista e crítico literário no jornal Atualidade, do Rio de Janeiro. Em 1861, reassumiu o cargo de juiz municipal e de órfãos de Catalão. Foi quando, ao ocupar interinamente o juizado de direito, Bernardo Guimarães convocou uma sessão extraordinária do júri, que liberou 11 réus porque a cadeia não estava em condições de abrigá-los. Em 1864, volta para o Rio de Janeiro. Em 1866, é nomeado professor de retórica e poética do Liceu Mineiro, de Ouro Preto. Em 1867, casa-se. Em 1873, leciona latim e francês em Queluz (Minas Gerais). Em 1881, é homenageado pelo imperador Dom Pedro II. Morre pobre em 10 de março de 1884.

## Obras
- Cantos da Solidão (poesia - 1852)[6]

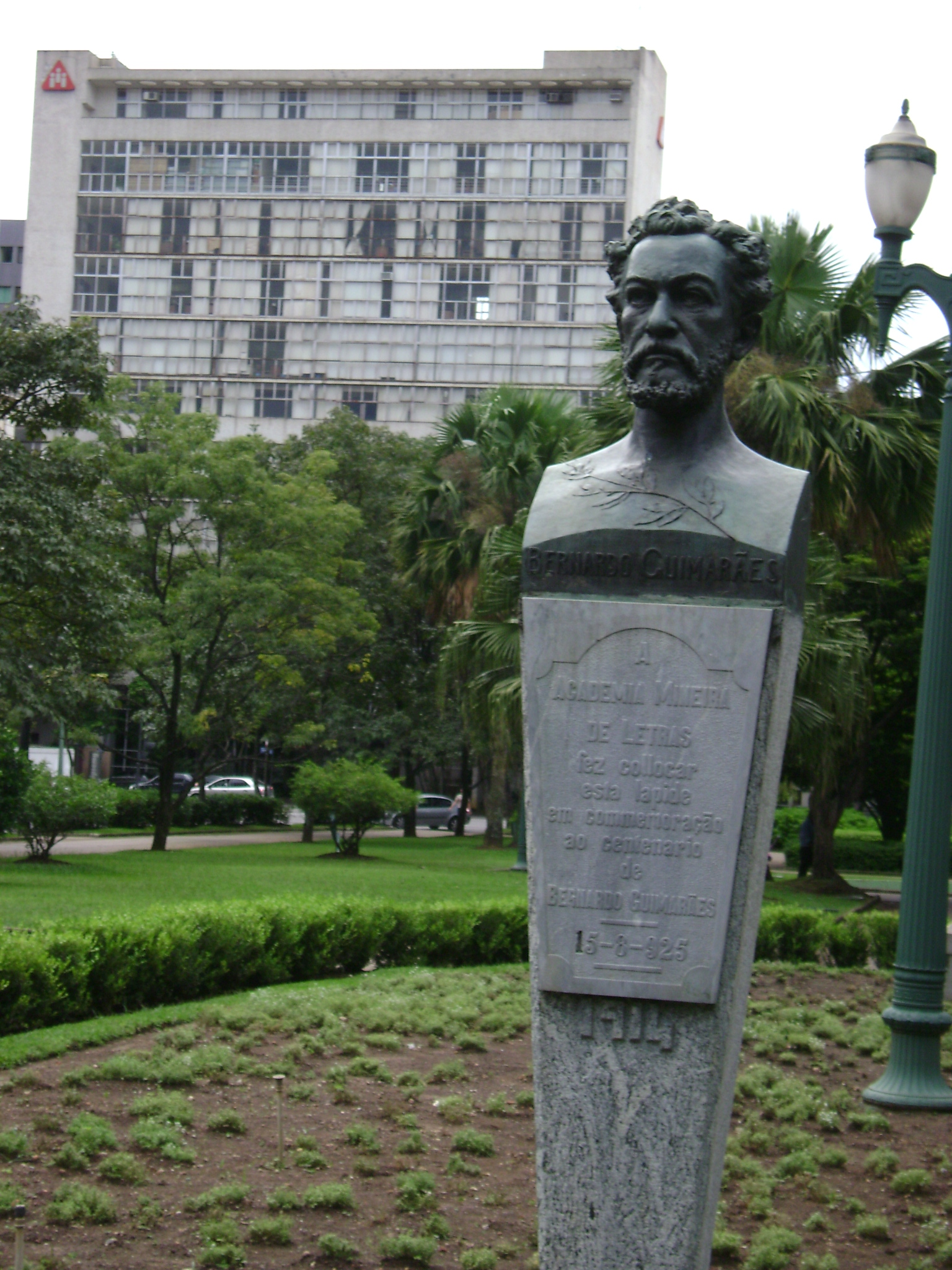
Busto de Bernardo Guimarães, na Praça da Liberdade, em Belo Horizonte.

- Inspirações da Tarde (poesia - 1858)[7]
- O Ermitão de Muquém (escrito em 1858 e publicado em 1869)[8]
- A Voz do Pajé (drama – 1860)
- Poesias Diversas (1865)
- Evocações (1865)
- Poesias (volume que reúne as quatro obras de versos anteriores publicadas e mais o poema A Baia de Botafogo – 1865)
- Lendas e Romances (contos – 1871): Uma História de Quilombolas, A Garganta do Inferno, A Dança dos ossos
- O Garimpeiro (romance – 1872)
- História e Tradições da Província de Minas Gerais (crônicas e novelas – 1872: A Cabeça do Tiradentes, A filha do fazendeiro, Jupira)[9]
- O Seminarista (romance – 1872)
- O Índio Afonso (romance – 1872)
- A Escrava Isaura (romance – 1875)[10]
- Novas Poesias (coletânea de versos -1876)
- Maurício ou Os Paulistas em São João del-Rei (romance – 1877)
- A Ilha Maldita ou A Filha das Ondas (romance – 1879)
- O Pão de Ouro (conto – 1879)
- Folhas de Outono (coletânea de versos – 1883)
- Rozaura, a Enjeitada (romance – 1883)[11]
- O Bandido do Rio das Mortes (romance terminado em 1905 por Teresa Guimarães, mulher do autor)
- Dança dos Ossos[12]

## Obras não-publicadas
- Os Inconfidentes (drama – 1865)
- Os dois Recrutas (drama – cerca de 1870)
- As Nereidas de Vila Rica ou As Fadas da Liberdade (drama – cerca de 1870)
- A Cativa Isaura (drama – 1876)
- A História de Minas Gerais (encomendada pelo imperador D. Pedro II, em 1881)

## Academia Brasileira de Letras
Na ABL, Bernardo Guimarães foi homenageado como patronato da cadeira 5, que teve como fundador Raimundo Correia e na qual tiveram assento figuras exponenciais como Osvaldo Cruz e Rachel de Queiroz.
Também foi homenageado como patrono da cadeira número 15 da Academia Mineira de Letras, cujo fundador foi Dilermando Cruz.